# Nazionale A di rugby a 15 della Nuova Zelanda
La nazionale A di rugby a 15 della Nuova Zelanda, meglio conosciuta dal 2022 come All Blacks XV e prima ancora cone Junior All Blacks, è la seconda selezione nazionale maschile di rugby a 15 della Nuova Zelanda, dopo gli All Blacks, sotto la giurisdizione della New Zealand Rugby.
I Junior All Blacks vennero introdotti come formazione Under-23 nel 1958, operando in tal senso fino al 1984.
Nel 1998 disputò un incontro di contorno con la nazionale inglese in tournée nell'emisfero australe; la selezione neozelandese fu formalmente nota come Nuova Zelanda A.
Nel 2005 la squadra venne formalmente riproposta come banco di prova per giovani rugbisti professionisti da collaudare sul proscenio internazionale; la selezione disputò e vinse tre match contro Queensland ed Australia A (due partite). Nel 2006 la seconda squadra nazionale prese parte all'edizione inaugurale della Pacific Nations Cup, una competizione internazionale minore organizzata dall'International Rugby Board (oggi World Rugby), vincendo tutte le partite disputate contro Figi, Giappone, Samoa e Tonga. Nel 2007 si aggiunse l'Australia A, ma i Junior All Blacks bissarono il successo dell'edizione precedente. Nel 2008 la Nuova Zelanda Māori rimpiazzò la nazionale A nel torneo, che tornò nel 2009 imponendosi anche in quell'anno da imbattuta.
Dall'agosto 2009 la selezione rimase inattiva  sino al 2022 quando venne reintrodotta con la nuova denominazione.

## Palmarès
- Pacific Nations Cup : 3
2006, 2007, 2009